# Distinguished Conduct Medal
De Distinguished Conduct Medal was een hoge Britse onderscheiding voor militairen in het Britse leger die zich in gevechten door hun moed hebben onderscheiden.
De medaille werd op 4 december 1854 tijdens de Krimoorlog tegen Rusland ingesteld door Koningin Victoria van het Verenigd Koninkrijk. Op die dag maakte Victoria bekend dat "aan medaille" werd ingesteld en dat een sergeant, vier korporaals en tien manschappen uit ieder op de Krim ingezet regiment, uit de Foot Guards en uit het Rifle Regiment respectievelijk 15, 10 en 5 pond zouden ontvangen. ER was ook sprake van een " a medal for distinguished service and gallant conduct in the field".
Het Britse leger kende tot die tijd behalve een medaille voor goed gedrag in vredestijd (de Meritorious Service Medal) en een medaille voor trouwe dienst, de Long Service and Good Conduct Medal", geen medaille voor de onderofficieren en soldaten. Het bezit van een van de twee bestaande medailles sloot het uitreiken van de andere medaille uit.
De Britse regering heeft enige moeite gehad met het invoeren van een medaille voor dapperheid. In februari 1855 werden 1000 medailles met op de voorzijde een trofee en op de keerzijde de tekst "FOR DISTINGUISHED CONDUCT IN THE FIELD" besteld bij de Koninklijke Munt in Londen. De medailles werden in maart naar het slagveld op de Krim verzonden.

## Verleningen
De Distinguished Conduct Medal is altijd een zeldzame en hoge onderscheiding gebleven. Hoewel het Britse Rijk in de anderhalve eeuw na de stichting vrijwel voortdurend in grote en kleine gewapende conflicten verwikkeld was bleef het uitreiken van deze medaille een uitzondering. In de literatuur wordt de medaille een "second level" onderscheiding voor moed genoemd. Op de eerste plaats staan Victoria Cross en George Cross, de Distinguished Conduct Medal wordt toegekend wanneer het niet gepast is om deze hoogste onderscheidingen te verlenen en voor "gewone" moed verleende de Britse regering een hele serie onderscheidingen waaronder de Military Medal van het leger, de Distinguished Service Medal van de marine, de Distinguished Flying Medal en de Air Force Medal.
Een Distinguished Conduct Medal was daarom ondanks de bescheiden naam een zeer hoge en in aanzien staande medaille. Het was immers de onderscheiding die een onderofficier of soldaat sinds 1854 mocht verwachten voor een moedige daad die net niet voor het Victoria Cross in aanmerking kwam. Een officier kwam in dat geval voor een Distinguished Service Order in aanmerking. Tijdens de Tweede Wereldoorlog werden niet meer dan 1900 van deze medailles uitgereikt. In de jaren daarvoor waren dat er 770.
- Tijdens en na de Krimoorlog werden 750 medailles verleend. De Britten hadden 250.000 manschappen ingezet.
- Voor zover bekend werden na de Indische muiterij 9 medailles verleend.
- In Ethiopië werden in 1868 7 medailles verleend.
- In de Ashanti-oorlog werden in 1874 33 medailles verleend.
- In de Zoeloe-oorlog werden in 1879 15 medailles verleend.
- In de eerste Boerenoorlog van 1880 - 1881 werden 21 medailles verleend.
- Op Kreta in 1898 werden 6 medailles verleend.
- Tijdens de Tweede Boerenoorlog (1898 - 1902) werden ongeveer 2050 medailles verleend.
- Tijdens de Eerste Wereldoorlog (1914 - 1918) en in de nasleep van deze oorlog in Rusland werden 24591 verleend. 472 militairen kregen de medaille een tweede maal en 9 militairen kregen een derde medaille.
- Tijdens het interbellum werden 45 medailles toegekend voor dapperheid in Mesopotamië (5), in Somaliland (1), aan de grenzen met Afghanistan(7), aan de Malabar-kust (1), in Waziristan (2) en in Palestina (14 maal). Twaalf militairen uit de Eerste Wereldoorlog werden in 1920 alsnog onderscheiden.
- In de Tweede Wereldoorlog werden 1879 medailles uitgereikt. Negen militairen kregen de medaille een tweede maal en mochten een gesp op het lint dragen. Het Britse leger had drie en een half miljoen militairen ingezet.[2] In 1947 verleende George VI nog twaalf medailles voor dapperheid tijdens de Tweede Wereldoorlog.
- Na de Tweede Wereldoorlog werd de medaille in de periode tot 1969 nog 118 maal verleend, In Aden, Jemen, Borneo (4 maal), Kenia, de Koreaanse Oorlog (21 maal), Malaya (47 maal), de Suez-oorlog en Zuid-Vietnam waar 30 van de Australische militairen aan de zijde van de Amerikanen tegen de communistische agressie vochten werden gedecoreerd.
- Na de herovering van de Falkland-Eilanden en South Georgia werd een enkele Distinguished Conduct Medal uitgereikt.[3]
- De Golf-Oorlog leidde in 1991 tot de twee laatste medailles die aan Richard John Peake, een Acting Petty Officer (Diver) Royal Navy (Fleet Diving Unit A) en Andrew Seabrook, Acting Petty Officer (Diver) British Gulf War Persian Gulf werden toegekend. Beide decoraties werden op 29 juni 1991 bekendgemaakt.

Door administratieve slordigheden zijn met name de oudste registers waarin de verleningen van de Distinguished Conduct Medal werden bijgehouden, onvolledig en onbetrouwbaar.
Vier militairen, een Gurkha een Canadees en twee Australiërs ontvingen na de Tweede Wereldoorlog een tweede Distinguished Conduct Medal en mochten een gesp op hun lint bevestigen.
De medaille werd uitsluitend verleend aan Britse militairen. Een tijdlang werden ook de militairen uit het Gemenebest onderscheiden met Britse medailles maar in de loop der jaren ging de eenheid verloren en werden in de dominions verschillende eigen decoraties ingesteld. Ook militairen van bondgenoten kwamen voor de Distinguished Conduct Medal in aanmerking.
De Distinguished Conduct Medal was zeer in aanzien. Binnen de Britse strijdkrachten was alleen het zelden toegekende Victoria Cross hoger, de Conspicuous Gallantry Medal was gelijk in rang en de Distinguished Service Medal, de Military Medal, de voor de luchtmacht gereserveerde Distinguished Flying Medal en de Air Force Medal waren lager in aanzien.
De medaille was vergelijkbaar met de voor bijzondere daden van moed aan hoge officieren toegekende Distinguished Service Order (DSO) maar in de strenge hiërarchie en draagvolgorde van de Britse onderscheidingen kwam de Distinguished Conduct Medal op een lage plaats. Dat was te wijten aan het geringe aanzien dat onderofficieren en manschappen in de Britse klassensamenleving genoten. Het was ondenkbaar dat iemand zowel een voor officieren als een voor manschappen bestemde onderscheiding bezat zodat de Distinguished Conduct Medal een prominente plaats op de borst van een onderofficier of soldaat kreeg. Wanneer men de medaille voor een tweede dapper optreden kreeg toegekend werd op het lint een gesp aangebracht. Op de baton kwam dan een kleine zilveren roos.
De Distinguished Conduct Medal was in eerste instantie gereserveerd geweest voor het leger maar in 1942 werd besloten dat ook de Koninklijke luchtmacht en de Koninklijke Marine voor deze medaille in aanmerking kwamen. De Britse Koninklijke Marine ontving 72 medailles en een eerste en een eerste en tweede gesp. Al deze medailles werden toegekend voor dapperheid te land. De Britse Koninklijke Luchtmacht ontving in de Eerste Wereldoorlog als Royal Flying Corps 80 medailles en een gesp en als Royal Air Force 4 medailles.
In de Tweede Wereldoorlog ontving de Britse Koninklijke Luchtmacht 6 medailles. De Canadese Koninklijke Luchtmacht ontving één medaille en twee medailles waren voor de Australische Koninklijke Luchtmacht.
De medaille werd in 1993 afgeschaft in het kader van een vereenvoudiging van het Britse decoratiestelsel. Men achtte het maken van strikt onderscheid tussen moedige officieren enerzijds en onderofficieren en manschappen anderzijds uit de tijd.

## De plaats van de Distinguished Conduct Medal in het decoratiestelsel
Het decoratiestelsel van de Britse strijdkrachten was tot 1993 erg ondoorzichtig. De rang van de dappere militair speelde een grote rol en er waren verschillende onderscheidingen voor Landmacht, marine en luchtmacht. Soms overlapten de terreinen elkaar wat de onduidelijkheid (en de willekeur) vergrootte. De medaille werd in 1993 afgeschaft in het kader van een vereenvoudiging van het Britse decoratiestelsel. Men achtte het maken van strikt onderscheid tussen moedige officieren enerzijds en onderofficieren en manschappen anderzijds uit de tijd.
Voor dapperheid in de strijdkrachten en de Koopvaardij kenden de Britten tot 1993 de volgende onderscheidingen:
- Het Victoria Cross
- Het George Cross
- De George Medaille
- De Distinguished Service Order (soms ook voor dapperheid verleend)
- Het Distinguished Service Cross, het vroegere Conspicuous Service Cross van de marine
- Het Distinguished Flying Cross
- Het Air Force Cross
- Het Military Cross
- De Distinguished Conduct Medal
- De Distinguished Service Medal (afgeschaft in 1993) en de Conspicuous Gallantry Medal (afgeschaft in 1993)
- De Military Medal (afgeschaft in 1993)
- De Distinguished Flying Medal (afgeschaft in 1993)
- De Air Force Medal (afgeschaft in 1993)
- De Medaille van het Britse Rijk voor moed, ("British Empire Medal for Gallantry"), in deze vorm afgeschaft in 1974

De Distinguished Conduct medaille werd in 1993 afgeschaft in het kader van een vereenvoudiging van het Britse decoratiestelsel. Men achtte het maken van strikt onderscheid tussen moedige officieren eenerzijds en onderofficieren en manschappen anderzijds uit de tijd. De gedecoreerde militairen en de veteranen mochten de medaille wel blijven dragen.
In 1993 werd besloten dat de Distinguished Conduct Medal niet langer zou worden toegekend. In dezelfde hervorming werd vastgelegd dat de Distinguished Service Order niet meer voor moed zou worden verleend. Ook de Conspicuous Gallantry Medal) werd afgeschaft. De drie onderscheidingen werden vervangen door het nieuwe Conspicuous Gallantry Cross dat in alle drie de onderdelen van de krijgsmacht wordt uitgereikt voor daden van moed die niet in aanmerking komen voor het exclusieve Victoria Cross of George Cross maar te imponerend zijn voor het Military Cross, het voor de luchtmacht gereserveerde Distinguished Flying Cross en het Air Force Cross.

## De medaille
- Op de eerste medailles stond op de voorzijde een trofee afgebeeld. In 1902 liet Edward VII dit motief vervangen door zijn portret. Sindsdien hebben de koppen van George V, George VI en Elizabeth II op de Distinguished Conduct Medal gestaan.
- De keerzijde is sinds 1852 onveranderd gebleven. Daar staat de opdracht 'FOR DISTINGUISHED CONDUCT IN THE FIELD'.
- De bevestiging tussen medaille en lint is van zilver.
- Het 32 millimeter brede zijden lint is purperrood - donkerblauw-purperrood in drie gelijke verticale strepen.
- De eerste rechthoekige zilveren gespen (bars) werden van een datum van verlening voorzien. In 1916 koos men voor het standaardmodel met een lauwermotief.

| DCM | DCM and Bar | DCM and two Bars |

Het is gebruikelijk om medailles als deze vóór de uitreiking op de rand te voorzien van een inscriptie met de naam en rang van de decorandus en de datum van de toekenning.
Militairen laten bij het dagelijkse uniform zien dat zij een of meer gespen bezitten door een kleine zilveren tudorroos op het baton te naaien. De dragers kunnen op een mess-jacket of rokkostuum een miniatuur van de medaille, met miniatuurgespen op het lint, of aan een ketting op het revers dragen.

## Verder lezen
- Abbott, PE and Tamplin, JMA - British Gallantry Awards, (1981), Nimrod Dix and Co.
- Recipients of the Distinguished Conduct Medal 1914-1920 by Robert Walker ISBN (090745500X).
- Recipients of the Distinguished Conduct Medal, 1855–1909, A List with other Details of all who Received the Medal before the Outbreak of World War 1 by Peter E. Abbott ISBN (0903754096)